# Waliszew Dworski
Waliszew Dworski (prononciation [vaˈliʂɛf ˈdvɔrski]) est un village de la gmina de Bielawy, du powiat de Łowicz, dans la voïvodie de Łódź, situé dans le centre de la Pologne.
Il se situe à environ 23 kilomètres à l'ouest de Łowicz (siège du powiat) et 30 kilomètres au nord de Łódź (capitale de la voïvodie).
Sa population s'élevait à 101 habitants en 2011.

## Administration
De 1975 à 1998, le village était attaché administrativement à l'ancienne voïvodie de Skierniewice.

Depuis 1999, il fait partie de la nouvelle voïvodie de Łódź.